# 부정경쟁방지 및 영업비밀보호에 관한 법률
부정경쟁방지 및 영업비밀보호에 관한 법률은 대한민국의 법률으로 "국내(대한민국)에 널리 알려진 타인의 상표·상호등을 부정하게 사용하는 등의 부정경쟁행위와 타인의 영업비밀을 침해하는 행위를 방지하여 건전한 거래질서를 유지함을 목적으로 한다."(제1조)

## 영업비밀
"영업비밀"이란 공공연히 알려져 있지 아니하고 독립된 경제적 가치를 가지는 것으로서, 상당한 노력에 의하여 비밀로 유지된 생산방법, 판매방법, 그 밖에 영업활동에 유용한 기술상 또는 경영상의 정보를 말한다.
(법 제2조)

## 영업비밀 침해행위에 대한 금지청구
제10조 (영업비밀 침해행위에 대한 금지청구권 등)

①영업비밀의 보유자는 영업비밀 침해행위를 하거나 하려는 자에 대하여 그 행위에 의하여 영업상의 이익이 침해되거나 침해될 우려가 있는 경우에는 법원에 그 행위의 금지 또는 예방을 청구할 수 있다.

②영업비밀 보유자가 제1항에 따른 청구를 할 때에는 침해행위를 조성한 물건의 폐기, 침해행위에 제공된 설비의 제거, 그 밖에 침해행위의 금지 또는 예방을 위하여 필요한 조치를 함께 청구할 수 있다.

[전문개정 2007.12.21]

### 금지의 구체적인 모습
근로자가 전직한 회사에서 영업비밀과 관련된 업무에 종사하는 것을 금지하지 않고서는 회사의 영업비밀을 보호할 수 없다고 인정되는 경우에는 구체적인 전직금지약정이 없다고 하더라도 그 근로자로 하여금 전직한 회사에서 영업비밀과 관련된 업무에 종사하는 것을 금지하도록 하는 조치를 취할 수 있다.

### 전직금지약정
전직금지약정이란 근로자가 사용자와 경쟁관계에 있는 업체에 취업하거나 스스로 경쟁업체를 설립, 운영하는 등의 경쟁행위를 하지 아니할 것을 내용으로 하는 약정이다. 전직금지약정은 헌법에 규정된 직업선택의 자유를 직접적으로 제한할 뿐만 아니라, 자유로운 경쟁을 저해하여 일반 소비자의 이익을 해칠 우려도 적지 아니하고, 특히 퇴직 후의 경쟁업체로의 전직금지약정은 근로자의 생계와도 직접적인 연관이 있으므로 사용자와 근로자 사이에 전직금지약정이 있는지에 관하여는 이를 엄격하게 판단하여야 한다.
회사가 기술인력에 대하여 전산시스템에서 경업금지약정이 포함된 영업비밀보호서약서를 징구하고 있는 사실 및 위 서약서에 부동문자로 "본인은 업무수행 중 또는 업무와 관련하여 취득하게 되는 영업비밀을 지정된 업무에 사용되는 경우를 제외하고는 어떠한 방법으로도 회사 내외의 제3자에게 누설하거나 공개하지 않겠습니다."(제2항), "본인은 본인의 업무가 회사의 영업비밀과 밀접한 관련이 있음을 감안, 회사의 영업비밀 보호를 위하여 적어도 퇴직일로부터 1년 동안은 회사의 사전 동의 없이는 퇴직일 현재 회사가 생산하고 있는 제품과 동일하거나 유사한 제품을 생산하는 업체를 스스로 창업하거나 이와 같은 업체에 취업하지 않겠습니다."(제10항)라는 문구가 기재되어 있는 사실은 소명되나, 위 각 소명자료만으로는 근로자가 회사에 사의를 표명할 무렵인 2000.3.경 근로자와 사이에 위와 같은 경업금지약정이 포함된 영업비밀보호약정을 맺었다고 보기에는 부족하다.(소갑 제5호증에 근로자의 서명 또는 날인이 없다.) 즉, 전산시스템에서 영업비밀보호서약서를 징구하는 것만으로는 부족하고 해당 근로자의 서명이나 날인이 들어간 서약서를 징구하여야 경업금지약정을 인정할 수 있다는 취지의 판결이다.

### 금지 또는 예방 청구의 요건
당사자 사이에 구체적인 전직금지약정의 존재가 인정되지 아니하는 사안에서, 근로자에 대한 전직금지신청이 헌법상 보장된 근로자의 직업선택의 자유를 필연적으로 제한하는 측면이 있음을 비추어볼 때 원칙적으로 제10조의 규정만을 근거로 채무자에 대하여 전직금지를 구할 수는 없다.

### 전직금지기간의 산정 기산점
근로자가 실제로 회사에서 퇴직하지는 않았지만 전직을 준비하고 있는 등으로 영업비밀을 침해할 우려가 있어서 이를 방지하기 위한 예방적 조치로서 미리 전직금지를 구하는 경우에는 근로자가 회사에서 퇴직하지 않았다고 하더라도 실제로 그 영업비밀을 취급하던 업무에서 이탈한 시점을 기준으로 전직금지기간을 산정할 수 있을 것이지만, 근로자가 회사에서 퇴직한 이후에 전직금지를 신청하는 경우에는, 전직금지는 기본적으로 근로자가 사용자와 경쟁관계에 있는 업체에 취업하는 것을 제한하는 것이므로, 근로자가 영업비밀을 취급하지 않는 부서로 옮긴 이후 퇴직할 당시까지의 제반 상황에서 사용자가 근로자가 퇴직하기 전에 미리 전직금지를 신청할 수 있었다고 볼 사정이 인정되지 아니하는 이상 근로자가 퇴직한 시점을 기준으로 전직금지기간을 산정하는 것이 타당하다고 할 것이다.

### 판례
- "대천(회사명임)이 피고인 1등 다심관 생산에 종사하는 직원들을 대상으로 공장의 기계 배치, 생산량, 부품의 규격 등을 포함하여 그 생산공정에 대한 비밀을 유지하도록 하는 계약·각서·취업규칙을 작성하거나 이에 대한 보안교육을 시키는 등으로 생산공정을 비밀로 유지하기 위한 관리 노력을 행한 적이 없는 점"을 들어 영업비밀의 침해를 부정한 사례가 있다.(대법원 2003. 1. 24. 선고 2001도4331 판결)

### 영업비밀부정사용죄
- 부정한 이익을 얻을 목적으로 타인의 영업비밀이 담긴 CD를 절취하여 그 영업비밀을 부정사용한 사안에서, 절도죄와 별도로 부정경쟁방지 및 영업비밀보호에 관한 법률상 영업비밀부정사용죄가 성립한다.[5]

## 기타
본 법과 다른 규정이 특허법에 있는 경우에는 특허법에 의한다.

## 같이 보기
- 영업 비밀